# Salix commutata
Salix commutata (лат.) — древесное растение, кустарник, вид рода Ива (Salix) семейства Ивовые (Salicaceae). Произрастет в западной Канаде и на северо-западе США.

## Описание
Salix commutata — кустарник высотой от 20 см до 3 м. Листья эллиптические или яйцевидные, длиной до 10 см, иногда с несколькими зубцами, опушённые с обеих сторон белыми волосками. Стебли и крупные ветви жёлто-коричневые, серо-коричневые или красно-коричневые, реже бледносизые, волосистые. Мелкие веточки жёлто-зелёные, жёлто-коричневые или красно-коричневые, от волосистых до сильноопушённых. Листья узкопродолговатые, продолговатые, эллиптические или широкоэллиптические размером 10-100 × 5-44 мм, длина листовой пластины в 1,5-3,4 раза больше ширины. Основание листа выпуклое, округлое, субсердцевидное или сердцевидное, края плоские или слегка завернутые, цельнокрайние или пильчатые, вершина заострённая, острая или выпуклая, обратная сторона листа войлочная, мохнатая или волосистая до голой. Цветки — серёжки цветут в конце мая — середине августа, размером 17-60 × 7-15 мм. Прицветник рыжевато-коричневый, коричневый или двухцветный, 1-3 мм, верхушка острая или округлая, волосистая, волоски прямые или волнистые. Тычиночные цветки с нектарниками 0,2-0,8 мм, пыльники жёлтые или фиолетовые, желтеющие размером 0,4-1 мм. Пестичные цветки с продолговатыми, квадратными или яйцевидными нектарниками 0,3-0,7 мм. Завязь грушевидная или обратнобулавовидная, голая. Плод — коробочка 3,5-8 мм.

## Ареал и местообитание
Произрастает в западной Канаде и на северо-западе США на Аляске, Юконе, Северо-Западных территориях, в Британской Колумбии, Альберте, Саскачеване, Монтане, Айдахо, Вашингтоне и Орегоне. Растёт на скалистых альпийских и субальпийских склонах, в хвойных лесах, на берегах ручьев, на болотах.